# Хивел ап Рис
Хивел ап Рис (валл. Hywel ap Rhys; род. ок.770 или 830 или 840 — умер в 886 или в Риме, ок.894) — король Гливисинга (856—886).

## Биография
Хивел — сын Риса, короля Гливисинга. Согласно Ассеру, Хивелл вместе с двоюродными братьями Фернвайлом и Брохвайлом искали покровительства Альфреда Великого, короля Уэссекса.
Согласно «Анналам Камбрии» в 848 году Ител ап Артуир был убит в битве при Финнанте Брихейниогцами, с Элиседом во главе. Это вызвало в дальнейшем вражду по отношению к Брихейниогу, со стороны Хивела.
В 850-е годы Хивел вступает в конфликт с Элиседом по районам Истрада Иу (Крикхоуэлл, теперь на юге Поуиса, но, по-видимому, внутри границы Брихейниога в IX веке) и остаток Эвиаса (прилегающий к Истрад-Иу, Гвент преуспел в Эвиасе до его последующего разделения на Эргинг, а затем и присоединения к Мерсии к IX веку). Территории на которые претендовал Хивел, якобы законное владение Гливисинга (хотя требование кажется сомнительным, так как только его восточный сосед Гвент может претендовать на реальные требования Эвиаса, но кровные узы Хивела с правителями Гвента не могут препятствовать этому). Брихейниог уже передал претензии по этим землям к Каделлу, королю Южного Уэльса (вероятно, Каделлу из Сейсиллуга, который также владеет Биэллтом), поэтому Хивел вынужден был отказаться от своего права на них и должен установить границу своего королевства в Истрад Иу. Именно здесь были подняты граничные камни, и был построен город и замок Cerrig Hywel. Это образует границу между Хивелом и Каделлом во время его жизни.
В Гвентианской Хронике записано, что в 860 году произошла битва при Уитене, где множество валлийцев и саксов было убито, в результате, без чьего-либо превосходства. А в течение нескольких лет, черные язычники приходили на полуостров Гоуэр, но в результате резни отступали в море. В частности, согласно Анналам Камбрии и Хронике Принцев, в 864 году, некий Дуда опустошил Гливисинг.
Хивел установил в церкви Святого Иллтида крест с диском и надписью: «Во имя Отца и Сына и Святого Духа Хивел воздвиг этот крест за упокой души Риса, его отца». Хивелу наследовал его сын Оуайн.
За 894 год, Гвентианская Хроника сообщает: «Хивел, сын Риса, сына Артвайла, владыка Гламоргана, умер в старости в Риме через три дня после его прибытия в возрасте 124 года». Однако Анналы Камбрии дают дату его смерти в Риме в 885 году.
Его сыновья Артфаел и Оуайн, вероятно, отвечали за перераспределение земель Гламоргана. Третий сын, Меуриг, согласно Гвентианской Хронике, оказал помощь Родри Великому, сопротивляясь вторжению Мерсийцев в Англси около 843 года.